# Печеняра (приток Няры)
Печеняра — река в России, протекает по Прионежскому району Карелии. Устье реки находится в 9,7 км от устья Няры по левому берегу. Длина реки составляет 14 км.
Ближайший населённый пункт — Ладва. Реку пересекала узкоколейная железная дорога от посёлка Ладва-Ветка.

## Данные водного реестра
По данным государственного водного реестра России относится к Балтийскому бассейновому округу, водохозяйственный участок реки — Свирь без бассейна Онежского озера, речной подбассейн реки — Свирь (включая реки бассейна Онежского озера). Относится к речному бассейну реки Нева (включая бассейны рек Онежского и Ладожского озера).
Код объекта в государственном водном реестре — 01040100712102000012264.